# Le Choix (film, 1971)
Pour l’article homonyme, voir Le Choix (homonymie).
Pour plus de détails, voir Fiche technique et Distribution.
Le Choix (الاختيار, Al Ikhtiyar) est un film égyptien réalisé par Youssef Chahine, sorti en 1971.

## Synopsis
Un meurtre mystérieux se produit au Caire, le corps a été retrouvé deux mois plus tard. Dans la poche une photo de la victime "Mahmoud". 
La victime est un frère jumeau de l'écrivain très célèbre "Sayed" avec qui il ne s'entendait pas. 
Les enquêtes de la police ont abouti au fait que les jumeaux sont vivants.

## Fiche technique
- Titre original : الاختيار, Al Ikhtiyar
- Titre français : Le Choix
- Réalisation : Youssef Chahine
- Scénario : Naguib Mahfouz
- Pays d'origine : Égypte
- Date de sortie : 1971

## Distribution
- Ezzat El Alaili : Sayed/Mahmoud
- Souad Hosni : Sherifa
- Mahmoud El-Meliguy : Inspecteur de police